# 中谷武世

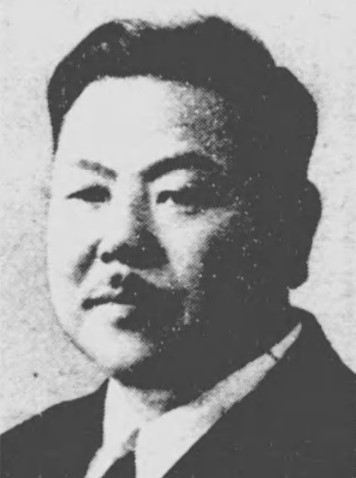
中谷武世

中谷 武世（なかたに たけよ、1898年7月1日 - 1990年10月24日）は、日本の政治家、右翼。法政大学教授。

## 来歴
和歌山県出身。東京帝国大学で上杉慎吉に師事し猶存社・帝大七生社に参加。行地社にも参加している。帝大卒業後の1927年に法政大学講師になり、1932年に同教授、翌1933年に大亜細亜協会の結成に加わり常任理事となる。1925年に再興された日本新聞の社説を担当し、超国家主義の右派運動を推進していた。濱口雄幸首相の狙撃の事前相談も受けるなど、右派のテロリストとも隠然たる人脈を有していた。陸軍経理学校講師も務めた。
1942年の第21回衆議院議員総選挙（翼賛選挙）では郷里の和歌山1区(当時)から翼賛政治体制協議会の推薦を得て当選。当選後は翼賛政治会を経て、岸信介率いる護国同志会に入り、大日本政治会を経て、終戦後は無所属倶楽部に所属した。1945年に兵役召集令状を受けたが、体格不適格と判断され、衆議院議員を継続した。
公職追放を経て、追放解除後は和歌山1区から改進党・日本民主党で総選挙に立候補したがいずれも落選。以後は岸の外交政策でのブレーン・殊にアジア主義への関心から対アラブ政策に重点を置き、1958年に日本アラブ協会創設に参加。1969年に同協会会長に就任し、1990年に死去するまでその座にあった。

## 栄典
- 1986年 - 勲一等瑞宝章[1]

## 著書
- 『大亜細亜聯合への道』国民思想研究所、1933年
- 『大亜細亜主義と日支関係・大亜細亜主義与中日関係』大亜細亜協会、1933年
- 『印度と其の国民運動』平凡社、1933年
- 『天皇の御本質と天皇政治の本義』国民思想研究所、1934年
- 『美濃部学説の思想的背景』維新社、1935年
- 『天皇機関説の批判』維新社、1935年
- 『北支問題と大亜細亜主義』大亜細亜協会、1935年
- 『新支那の思想的性格と大亜細亜主義の基調』大亜細亜協会、1940年
- 『沖縄返還途上の陷穽 : 沖縄問題と日本ナショナリズム』泰流社、1969年
- 『戦時議会史』民族と政治社、1974年
- 『政治改革のすすめ」（細川隆一郎との共著）山手書房、1983年
- 『アラブと日本 : 日本アラブ交流史』原書房、1983年
- 『民族主義の基本的研究』原書房、1983年
- 「アルジェリア革命三十周年式典に参列及びアラブ諸国歴訪各国首脳と会談の印象 : 肌身で感じた中東情勢の新展開』日本アラブ協会、1984年
- 『昭和動乱期の回想 : 民族への自叙「民族運動六十年史」 中谷武世回顧録』泰流社、1989年